# هوغو غوسن
هوغو غوسن (مواليد 1964) هو سبّاح سورينامي، مثّل بلاده في الألعاب الأولمبية الصيفية 1984.

## روابط خارجية
هوغو غوسن على موقع الاتحاد الدولي للسباحة (الإنجليزية)
- هوغو غوسن على موقع أوليمبيديا (الإنجليزية)